# Leprolochus levergere
Leprolochus levergere là một loài nhện trong họ Zodariidae.
Loài này thuộc chi Leprolochus. Leprolochus levergere được Lise miêu tả năm 1994.